# Accusatif
En linguistique, l'accusatif (cas grammatical) marque le complément d'objet direct (COD), c'est-à-dire l'actant (dit aussi objet patient) qui subit l'action du verbe qui sera transitif direct actif. Dans les langues ergatives, cette fonction peut être assumée par le cas absolutif.
Outre ce sens principal, l'accusatif peut également assurer différentes fonctions selon les langues.
L'abréviation de l'accusatif est : acc
Le terme "accusatif" vient du latin accusativus, signifiant « qui marque l'aboutissement de l'action » en grammaire.

## Par langue

### Allemand
En allemand, l'accusatif s'emploie principalement pour indiquer le complément d'objet direct et son attribut mais aussi après certaines prépositions (bis, durch, für, gegen, ohne, per, pro, um, wider) ou avec la postposition entlang : den Fluss entlang = le long du fleuve.
Il sert aussi dans l'opposition entre les compléments de lieu locatifs et directifs après les prépositions « mixtes » pour exprimer une position (an, auf, hinter, in, neben, über, unter, vor, zwischen). L'accusatif s'emploie pour marquer le directif (le lieu où l'on va ; question wohin ?). Quant au datif, il exprime un locatif (lieu où on est ; question wo ?).
Exemple  :
- Sie klebte das Foto an die Tür (accusatif) : Elle a collé la photo sur la porte.
- Das Foto klebt an der Tür (datif) : La photo est collée sur la porte.

Il est aussi employé pour désigner une durée :
- Er hat den ganzen Tag gelesen : Il a lu toute la journée.

La forme de l'accusatif est pareille à celle du nominatif sauf au masculin singulier.

### Anglais
L'anglais moderne n'a plus de déclinaisons sauf pour les pronoms : whom est l'accusatif de who (qui), him est l'accusatif de he (il, lui), et her de she (elle). Ces formes servant également de datif, on les range parfois sous la dénomination de cas oblique:
- He is back. Did you see him ? Yes, I gave him the book. (Il est de retour. L’avez-vous vu ? Oui, je lui ai donné le livre).
- The man whom I wanted to see was away. (L'homme que je voulais voir était parti).
- The boy with whom she fell in love left her. (Le garçon dont [litt. avec qui] elle était tombée amoureuse la quitta).

Toutefois, en anglais parlé, on a tendance à utiliser who ou that au lieu de whom, ou à supprimer le pronom :
- The man who/that I wanted to see. / The man I wanted to see.

### Espéranto
L'espéranto a fait le choix d'admettre le nominatif et l'accusatif comme seuls cas, l'accusatif y étant marqué par la désinence -n. Cela peut paraître un peu compliqué pour les personnes dont la langue maternelle ignore les cas, mais l'accusatif est nécessaire à une bonne compréhension:
- Frukton manĝas Marko : C'est un fruit que mange Marc (COD)
- Marko konas tiun kiun vi serĉas : Marc connaît celui que vous cherchez (COD)
- Bonan tagon : Bonjour (verbe sous-entendu deziri = souhaiter ; comme en allemand)
- Li mortis la morton de la herooj : Il mourut de la mort des héros (accusatif interne)
- Mi iras Hejmen : Je vais à ma maison (acc. de mouvement)
- Mi estis tri paŝojn de via domo : J'étais à trois pas de ta/votre maison (acc. de mesure)
- Li restis plurajn horojn : Il resta plusieurs heures (acc. de durée)
- Mi venos lundon : Je viendrai lundi (acc. indiquant le moment)
- La kato saltas sur la divano ≠ La kato saltas sur la divanon : Le chat saute sur le divan (première forme sans accusatif : Le chat fait des bonds sur le divan ; seconde forme avec accusatif : Le chat saute en direction du divan)

En espéranto, les adverbes dérivés peuvent se mettre à l'accusatif :
- Mi revenos hejmen : Je reviendrai à la maison (allemand : nach Hause, russe : домой (domoï) (avec mouvement) ; дома (doma) (sans mouvement)
- Antaŭen ! : En avant ! (verbe aller sous-entendu)

En espéranto, l'accusatif remplace souvent (certains disent : « toujours ») une préposition :
- Li helpas nin/al ni (Il nous aide).
- Mi dubas tion/pri tio (J'en doute).
- Mi serĉas trezoron/por trezoro (Je cherche un trésor).
- Atendu momenton/dum momento (Attends un moment).
- Mi vojaĝos Varsovion/mi vojaĝos al Varsovio (Je voyagerai à Varsovie).
- La pomoj kostis ses pencojn/po ses pencoj (Les pommes ont coûté six pence).

### Français
Le français conserve dans ses pronoms personnels des traces d'un accusatif (cas régime en ancien français) :
- je → me, tu → te, il / elle → le / la, (nous et vous identiques), ils / elles → les.

Toutefois, la distribution de ces formes ne reprend pas celle de l'accusatif puisqu'elles servent également d'attributs du sujet (il l'est).

### Latin
En latin, l'accusatif s'utilise aussi pour marquer l'attribut du complément d'objet direct et après certaines prépositions. Il sert à exprimer le lieu où on va et la durée et peut s'employer de façon exclamative :
- (...) divitias suas vincere nequeunt (Salluste) : ils ne peuvent venir à bout de (litt. « vaincre ») leurs richesses (COD).
- Unum te sapientem et appelant et existimant (Cicéron) : Tu es le seul qu'ils appellent et estiment sage (attribut du COD).
- Terra dies duodequadraginta movit (Tite-Live) : La terre trembla pendant trente-huit jours (durée).
- Cum Caesar in Galliam venit... (César) : Lorsque César arriva en Gaule... (lieu avec mouvement).
- L. Paulum (...) quem civem ! quem virum ! (Cicéron) : Lucius Paulus, quel citoyen ! quel homme ! (exclamation).
- Sciebam me genuisse mortalem (Cicéron) : Je savais que j’avais engendré un mortel (sujet d'une proposition infinitive).
- Os umerosque deo similis (Virgile) : Semblable à un dieu par son visage et ses épaules (accusatif dit grec, imitation d'une construction grecque).

Certains verbes admettent la construction du double accusatif :
- Face quod te rogamus (Plaute) : Fais ce que nous te demandons.
- Doceo pueros grammaticam : J'enseigne la grammaire aux enfants (= J'instruis les enfants et je leur enseigne la grammaire).

| Nombre    | 1re déclinaison   | 2e déclinaison        | 3e déclinaison         | 4e déclinaison    | 5e déclinaison   |
| --------- | ----------------- | --------------------- | ---------------------- | ----------------- | ---------------- |
| Singulier | rosam (la rose)   | dominum (le maître)   | consulem (le consul)   | manum (la main)   | diem (le jour)   |
| Pluriel   | rosas (les roses) | dominos (les maîtres) | consules (les consuls) | manus (les mains) | dies (les jours) |

### Russe
En russe, comme dans la plupart des autres langues slaves, l'accusatif est le cas du complément d'objet direct :
- Я хочу купить билет : Je voudrais acheter un billet.

L'accusatif des langues slaves hésite souvent entre des formes semblables au nominatif ou au génitif. L'accusatif est généralement identique au nominatif pour les noms masculins inanimés (билет (billet)) et les noms neutres et se calque sur le génitif pour les noms masculins animés (человек (homme) devient à l'accusatif человека). Le féminin singulier a une forme propre : роза (rose) donne розу.
Cette règle est souvent compliquée par le remplacement de l'accusatif par le génitif dans un sens négatif et/ou partitif :
- Я понятия не имею : Je n'en ai aucune idée.

Il s'emploie également après certaines prépositions, telles que в et на (dans, à, sur), avec une idée de mouvement ou de direction :
- Я иду на вокзал : Je vais à la gare.